# Kreisliga
La Kreisoberliga, Kreisliga ou Kreisklasse (en français : Haute-Ligue d'arrondissement, Ligue d'arrondissement ou Classe d'arrondissement) est, dans la plupart des organisations sportives germaniques (Allemagne, Autriche, notamment), la désignation des plus petits échelons de championnats régionaux. Dans certaines régions d'Allemagne, les Kreisligen des grandes villes sont appelées Stadtliga.